# Бокс на літніх Олімпійських іграх 2020 — понад 91 кг (чоловіки)
Змагання з боксу у ваговій категорії понад 91 кілограм серед чоловіків на літніх Олімпійських іграх 2020 пройшли з 24 липня по 8 серпня 2021 року. Участь взяли 17 спортсменів з 17 країн.

## Призери
| Золото                | Срібло              | Бронза                                       |
| Баходір Жалолов (UZB) | Річард Торрез (USA) | Фрейзер Кларк (GBR) Камшибек Кункабаєв (KAZ) |

## Кваліфікація
Національний олімпійський комітет (НОК) кожної країни може бути представлений лише 1 спортсменом у кожній ваговій категорії. Для боксерів надважкої вагової категорії розраховано 17 квот, які розподілили так:
- 2 квоти розіграно на Африканському кваліфікаційному турнірі.
- 3 квоти розіграно на Азійському і океанському кваліфікаційному турнірі.
- 4 квоти розіграно на Європейському кваліфікаційному турнірі.
- 4 квоти мали бути розіграні на Американському кваліфікаційному турнірі, який був скасований. Ці квоти були розподілені між спортсменами з найвищим рейтингом, які мали брати участь у цих змаганнях.
- 4 квоти мали бути розіграні на Світовому кваліфікаційному турнірі, який був скасований. Ці квоти були розділені між спортсменами з найвищим рейтингом, по одній квоті на континент (Африка, Азія і Океанія, Європа, Америка).

Квота для країни-господарки, а також квота від трьохсторонньої комісії не надавалися.

## Розклад
| Дата                  | Час (UTC−3)             | Раунд        |
| --------------------- | ----------------------- | ------------ |
| Субота, 24 липня 2021 | 17:00—20:00             | Перший раунд |
| Четвер, 29 липня 2021 | 11:00—14:00 17:00—20:00 | Другий раунд |
| Неділя, 1 серпня 2021 | 11:00—14:00 17:00—20:00 | Чвертьфінали |
| Середа, 4 серпня 2021 | 11:00—14:00             | Півфінали    |
| Неділя, 8 серпня 2021 | 11:00—14:00             | Фінал        |

## Сіяні спортсмени
| 1. Баходір Жалолов (UZB) 2. Камшибек Кункабаєв (KAZ) | 1. Річард Торрез (USA) 2. Мурад Алієв (FRA) |

Усі чотири призери попередніх Олімпійських ігор: Тоні Йока, Джозеф Джойс, Філіп Хргович та Іван Дичко завершили свої любительські кар'єри та перейшли у професійний бокс.
Головним фаворитом змагань був узбецький боксер Баходір Жалолов. Він отримав перший номер посіву на ці змагання. Цей спортсмен на попередніх Олімпійських іграх поступився у чвертьфіналі. Жалолов у 2019 році став чемпіоном світу, у 2020 році переміг на Азійському кваліфікаційному турнірі, а у 2017, 2019 та 2021 році ставав чемпіоном Азії. Пералельно з любительською кар'єрою Жалолов виступає у професіоналах, на момент проведення Олімпійських ігор він провів там вісім боїв.
Передбачалося, що Камшибек Кункабаєв, який отримав другий номер посіву, складе Жалолову основну конкуренцію у боротьбі за золоту медаль. Цей казахський боксер двічі ставав срібним призером чемпіонату світу та тричі срібним призером чемпіонату Азії. Серед цих п'яти програних фіналів чотири поразки Конкабаєв зазнав від Жалолова. Єдину перемогу над цим суперником на великих турнірах Кункабаєв здобув у чвертьфіналі чемпіонату світу 2017 року.
Серед претендентів на медалі можна було відзначити європейських боксерів Мурада Алієва, Мухаммада Абдуллаєва, Фрейзера Кларка та Івана Верясова.
Україну в цій ваговій категорії представляв Цотне Рогава. Протягом майже всього олімпійського циклу першим номером збірної був Віктор Вихрист, який перемагав на чемпіонаті Європи та Європейських іграх. У 2019 році він пропускав чемпіонат світу, через бойкот української збірної цього турніру. Натомість в Росію поїхав Цотне Рогава, який на той момент повернувся у бокс після кар'єри у змішаних єдиноборствах. На самому чемпіонаті спортсмен поступився Баходіру Жалолову. Через місяць відбувався чемпіонат України, на якому Рогава сенсаційно переміг Вихриста та отримав право поїхати на Європейський кваліфікаційний турнір. Там він здобув дві перемоги, але поступився у чвертьфіналі Мухаммаду Абдуллаєву, через що не зумів виграти ліцензію. Згодом під час розподілу нерозіграних ліцензій, Рогава як спортсмен з найвищим рейтингом у Європі який не виграв ліцензію, отримав право виступити на Олімпійських іграх.

## Змагання
|  | Перший раунд             | Перший раунд |  |  | Другий раунд             | Другий раунд |                     |                       | Чвертьфінали | Чвертьфінали |  |  | Півфінали | Півфінали |  |  | Фінал | Фінал |
|  |                          |              |  |  |                          |              |                     |                       |              |              |  |  |           |           |  |  |       |       |
|  |                          |              |  |  |                          |              |                     |                       |              |              |  |  |           |           |  |  |       |       |
|  |                          |              |  |  | Баходір Жалолов (UZB)    | 5            |                     |                       |              |              |  |  |           |           |  |  |       |       |
|  | Мухаммад Абдуллаєв (AZE) | 3            |  |  | Мухаммад Абдуллаєв (AZE) | 0            |                     |                       |              |              |  |  |           |           |  |  |       |       |
|  | Деніс Латипов (BRN)      | 1            |  |  |                          |              |                     | Баходір Жалолов (UZB) | 5            |              |  |  |           |           |  |  |       |       |
|  |                          |              |  |  | Сатіш Кумар (IND)        | 0            |                     |                       |              |              |  |  |           |           |  |  |       |       |
|  |                          |              |  |  | Сатіш Кумар (IND)        | 4            |                     |                       |              |              |  |  |           |           |  |  |       |       |
|  |                          |              |  |  | Рікардо Браун (JAM)      | 1            |                     |                       |              |              |  |  |           |           |  |  |       |       |
|  |                          |              |  |  |                          |              |                     | Баходір Жалолов (UZB) | RSC–I        |              |  |  |           |           |  |  |       |       |
|  |                          |              |  |  | Фрейзер Кларк (GBR)      |              |                     |                       |              |              |  |  |           |           |  |  |       |       |
|  |                          |              |  |  | Цотне Рогава (UKR)       | 1            |                     |                       |              |              |  |  |           |           |  |  |       |       |
|  |                          |              |  |  | Фрейзер Кларк (GBR)      | 4            |                     |                       |              |              |  |  |           |           |  |  |       |       |
|  |                          |              |  |  |                          |              | Фрейзер Кларк (GBR) | DSQ                   |              |              |  |  |           |           |  |  |       |       |
|  |                          |              |  |  | Мурад Алієв (FRA)        |              |                     |                       |              |              |  |  |           |           |  |  |       |       |
|  |                          |              |  |  | Сійовуш Зухуров (TJK)    | 0            |                     |                       |              |              |  |  |           |           |  |  |       |       |
|  |                          |              |  |  | Мурад Алієв (FRA)        | 5            |                     |                       |              |              |  |  |           |           |  |  |       |       |
|  |                          |              |  |  |                          |              |                     | Баходір Жалолов (UZB) | 5            |              |  |  |           |           |  |  |       |       |
|  |                          |              |  |  | Річард Торрез (USA)      | 0            |                     |                       |              |              |  |  |           |           |  |  |       |       |
|  |                          |              |  |  | Річард Торрез (USA)      | 5            |                     |                       |              |              |  |  |           |           |  |  |       |       |
|  |                          |              |  |  | Шуаїб Булудінат (ALG)    | 0            |                     |                       |              |              |  |  |           |           |  |  |       |       |
|  |                          |              |  |  |                          |              | Річард Торрез (USA) | 4                     |              |              |  |  |           |           |  |  |       |       |
|  |                          |              |  |  | Дайнієр Перо (CUB)       | 1            |                     |                       |              |              |  |  |           |           |  |  |       |       |
|  |                          |              |  |  | Дайнієр Перо (CUB)       | 5            |                     |                       |              |              |  |  |           |           |  |  |       |       |
|  |                          |              |  |  | Крістіан Сальседо (COL)  | 0            |                     |                       |              |              |  |  |           |           |  |  |       |       |
|  |                          |              |  |  |                          |              | Річард Торрез (USA) | RSC–I                 |              |              |  |  |           |           |  |  |       |       |
|  |                          |              |  |  | Камшибек Кункабаєв (KAZ) |              |                     |                       |              |              |  |  |           |           |  |  |       |       |
|  |                          |              |  |  | Іван Верясов (ROC)       | 5            |                     |                       |              |              |  |  |           |           |  |  |       |       |
|  |                          |              |  |  | Максім Єгнон (CMR)       | 0            |                     |                       |              |              |  |  |           |           |  |  |       |       |
|  |                          |              |  |  |                          |              | Іван Верясов (ROC)  | 1                     |              |              |  |  |           |           |  |  |       |       |
|  |                          |              |  |  | Камшибек Кункабаєв (KAZ) | 4            |                     |                       |              |              |  |  |           |           |  |  |       |       |
|  |                          |              |  |  | Юсрі Хафез (EGY)         | 0            |                     |                       |              |              |  |  |           |           |  |  |       |       |
|  |                          |              |  |  | Камшибек Кункабаєв (KAZ) | 5            |                     |                       |              |              |  |  |           |           |  |  |       |       |
|  |                          |              |  |  |                          |              |                     |                       |              |              |  |  |           |           |  |  |       |       |